# Pentangle
Pentangle var et britisk folkband, dannet i 1967. John Renbourn og Bert Jansch, som havde spillet sammen ved forskellige lejligheder, dannede dette band sammen med Jacqui McShee, som sang traditionelle engelske folkesange, bassisten Danny Thompson og trommeslageren Terry Cox. Denne gruppe opnåede en bemærkelsesværdig succes. Efter at de havde holdt generalprøve på the Horseshoe pub i London, debuterede de som liveband i the Royal Festival Hall i maj 1967. Deres optræden, baseret på en meget varieret inspiration fra jazz, blues, traditionel folkemusik, originale sange og middelaldertemaer i en flydende og improviserende stil, førte dem videre på turné, bl.a. i USA i 1968, hvor de spillede i Carnegie Hall og på Newport Folk Festival. De mange turneer med Pentangle sled dog på medlemmerne, og trods vedvarende succes opløste de bandet i begyndelsen af 1973.
Bandet blev gendannet ved flere lejligheder, dog sjældent med hele den originale besætning. I 2007 var de imidlertid alle tilstede ved BBC Radio 2 Folk Awards for at modtage æresprisen. Denne begivenhed blev fulgt op af en turne i Storbritannien, som forløb over 12 dage.
Navnet Pentangle blev valgt, fordi der var fem bandmedlemmer, men pentagrammet har også en række mystiske associationer og er vist på sir Gawains skjold i det middelalderbritiske digt Sir Gawain and the Green Knight, som guitaristen John Renbourn var særlig fascineret af.

## Historie

### Originalbesætningen
Den oprindelige gruppe blev dannet i 1967. Både John Renbourn og Bert Jansch var allerede populære og veletablerede musikere indenfor britisk folkemusik med flere soloalbum hver og som duo med LPen Bert And John. Deres komplicerede og individuelle guitaranslag, men alligevel parallelle sammenspil, blev ofte karakteriseret som «folk baroque». Denne stil var allerede veludviklet på Bert and John og i enkelte duetter, som de indspillede på Jansch's soloalbum Jack Orion. De to delte også hus i St John's Wood, London.
Jacqui McShee var startet som ubetalt «floor singer» på forskellige viseklubber i London. Hun drev fra 1965 en folk club i Red Lion i Sutton, Surrey. Det var denne klub som førte til, at hun blev bekendt med artisterne Jansch og Renbourn. Hun blev inviteret til at synge på John Renbourns album Another Monday, ligesom hun sang duetter med ham på Les Cousins Club i august 1966.
Thompson og Cox var jazzmusikere, som havde spillet sammen i Alexis Korners band. I 1966 blev begge medlemmer i Duffy Power's Nucleus, som også inkluderede den berømte jazzguitarist John McLaughlin. Thompson kendte Renbourn fra Les Cousins og havde også arbejdet sammen med ham på et fjernsynsprojekt.
I 1967 arrangerede den skotske entreprenør Bruce Dunnett, som netop havde arrangeret en turné for Bert Jansch, en Sunday night club for Jansch og Renbourn på (det senere nedlagte) Horseshoe Hotel i Tottenham Court Road. McShee begyndte herefter at synge med dem, og i marts samme år sluttede også Thompson og Cox sig til gruppen, så at de blev fem. Renbourn har fortalt, at det var Jansch’ idé at få «etableret et band, som kunne spille fast for at forme stedet og give det et kendetegn».
Selv om de fremstod som visegruppe, hvor medlemmerne delte interessen for etnomusik og byggede en stor del af repertoiret på traditionelle ballader, var McShee grundlæggende interesseret i folkelig sang, Cox og Thompson var optaget af jazz, Renbourn viste gryende interesse for instrumental middelaldermusik, mens Jansch dyrkede blues og samtidige visesangere som Bob Dylan.

### Gennembrud
Den første koncert med Pentangle fandt sted på Royal Festival Hall 27. maj 1967 blev, blev mødt med nysgerrighed og blev hurtigt udsolgt. Senere samme år foretog de en miniturné til Danmark, som hurtigt blev udsolgt, efter at gruppen fejlagtig var annonceret som et rock'n'roll band. Dernæst tog den på en mindre turné i England, som var organiseret af Nathan Joseph fra Transatlantic Records. På dette tidspunkt havde de fyret Bruce Dunnett og i begyndelsen af 1968 ansat Jo Lustig som manager. Under hans indflydelse udviklede de sig til et egentligt koncertband, eller som Colin Harper udtrykker det: «de besynderlige tilfældigheder i Pentangles fremtoning skulle blive til et strømlinjeformet maskineri af definerede mål og effektivitet».
Pentangle tegnede pladekontrakt med Transatlantic Records og deres debutalbum The Pentangle blev udsendt i maj 1968. Dette fuldstændig akustiske album blev produceret af Shel Talmy med en klar næsten «bjældeklanglignende» lyd. 29. juni 1968 optrådte de i Royal Albert Hall. Nogle af numrene fra denne koncert blev inkluderet på deres andet album, Sweet Child, som udkom i november 1968 som et dobbeltalbum med både liveoptagelser og studieindspilninger. Albummet viste Pentangles nærmest eklektisk varierende fremtrædelsesformer (og Janschs talent som komponist). Blandt tilhængerskaren er dette album ofte betegnet som det kreative højdepunkt.

### Kommerciel succes og fiasko
Basket Of Light, som fulgte i 1969, ble deres største kommercielle succes takket være et overraskende singlehit, Light Flight. Den opnåede popularitet som musikalsk tema for fjernsynsserien Take Three Girls, der var BBCs tidligste dramaserie i farver. Filmen benyttede sig også af andre numre fra albummet.
I 1970 var gruppen på toppen af sin karriere og indspillede musikken til filmen Tam Lin, optrådte mindst 12 gange på TV og gennemførte et omfattende turnéprogram, som også inkluderede en koncert på Isle of Wight-festivalen og i Carnegie Hall. Derimod blev deres fjerde album, Cruel Sister, som udkom i oktober 1970, en fiasko. LP'en bestod af traditionelle sange, blandt disse en 20 minutter lang version af Jack Orion, som Jansch og Renbourn tidligere havde udgivet som duo.

### Opløsning
Opfølgeren Reflection, som blev indspillet i marts 1971, vakte ikke den store entusiasme i musikpressen.
Bandet brød kort efter med Transatlantic på grund af bitter strid om rettighederne. Nathan Joseph fra Transatlantic fortolkede kontrakten således, at selskabet havde ret til at tilbageholde royalties, fordi det havde påtaget sig alle omkostninger ved udgivelserne af albummene. Deres manager, Jo Lustig, som havde undertegnet kontrakten med Transatlantic, gjorde det klart, at aftalen med bandet havde en klausul om, at han ikke kunne stilles til ansvar for kontraktens udformning. Som følge af konflikterne etablerede Pentangle i 1971 sit eget pladeagentur, Swiggeroux Music.
Solomon's Seal blev det sidste album, som Pentangle indspillede med den oprindelige besætning. Det blev udgivet på Warner Brothers/Reprise i 1972. Colin Harper beskriver albummet som et bevis på medlemmernes opgivende attitude, men også et produkt, som viste at hver enkelt af dem fremdeles var blandt de dygtigste instrumentalister, komponister og musikudøvere på dette tidspunkt. Udgivelsen blev fulgt op med en turné i England, hvor de sidste turnédatoer måtte aflyses, fordi Thompsons blev syg.
Første nytårsdag 1973 bestemte Jansch sig for at forlade bandet: «Pentangle Split» lød overskriften på forsiden af Melody Maker No. 1-1973.

## Senere reetableringer af bandet
Jacqui McShee turnerede med flere forskellige besætninger under navnet Pentangle Band, men
først i 1985 mødtes den oprindelige besætning for at indspille albummet Open the Door, og i 2007 ble gruppen genforenet ved «Lifetime Achievement Award» på BBC Radio 2, samtidig med at de spillede en minikoncert som blev sendt direkte i radioen. I juni 2008 fulgte de på med en tolvdages turné i England.

## Diskografi

### Album
- The Pentangle — 1968
- Sweet Child — 1968
- Basket of Light — 1969
- Cruel Sister — 1970 GB
- Reflection — 1971
- Solomon's Seal — 1972
- Open the Door — 1985
- In the Round — 1986
- So Early in the Spring — 1989
- Think of Tomorrow — 1991
- One More Road — 1993
- Live 1994 — 1995
- Feoffees' Lands — 2005

### Singler
- «Travellin' Song»/«Mirage» (1968) GB S BigT B1G109
- «Let No Man Steal Your Thyme»/«Way Behind The Sun» (1968) Reprise 0784
- «Once I Had a Sweetheart»/«I Saw an Angel» (1969) Transatlantic BIG124 UK #46
- «Light Flight»/«Cold Mountain» (1970) Transatlantic BIG128 UK #43
- «Light Flight»/«Cold Mountain» (1970) UK #45 – re-entry
- «Play the Game»/«Saturday Movie» (1986) UK Making Waves SURF 107
- «Set Me Free»/«Come to Me Easy»{ (1986) UK Making Waves SURF 121

### Opsamlinger
- This is Pentangle — 1971
- History Book — 1972
- Pentangling — 1973
- The Pentangle Collection — 1975
- Anthology — 1978
- At Their Best — 1983
- Essential Vol 1 — 1987
- Essential Vol 2 — 1987
- Collection — 1988
- Anniversary (album)|Anniversary — 1992
- People on the Highway, 1968–1971 — 1992
- Light Flight — 1997
- The Pentangle Family — 2000
- Light Flight: The Anthology — 2001

### CD
- The Pentangle CMRCD131 21/Mai/2001
- Sweet Child (2CD) CMDDD132 25/September/2001
- Basket of Light CMRCD207 23/Jul/2001 & 27/Okt/2004
- Cruel Sister CMRCD206 23/Jul/2001
- Reflection CMRCD983 11/Oktober/2004
- Solomon’s Seal CMQCD555 27/Oktober/2003
- Open the Door TECD098 24/Jui/2006
- In the Round TECD099 31/Jul/2006
- In Your Mind 30/September/1994
- Think Of Tomorrow HYCD200112 28/Februar/1995
- One More Road / Live 1994 HUX089 26/Mai/2007
- On the Air SFRSCD046 8/Desember/1997
- The Pentangle Family ESACD931 2000
- Light Flight The Anthology (2CD) ESACD857 20/Mar/2000
- Passe Avant PRKCD46 27/Juli/1998
- A Maid That’s Deep In Love SHANCD79066 30/Jun/1990
- Early Classics (2CD) Sanachie 1992 21/Juni/2005
- At the Little Theatre PRKCD53 13/Nov/2000
- Pentangling: The Collection (3CD) SMETD129 27/September/2004
- The Lost Broadcasts 1968-72 (2CD) HUX049 29/Mars/2004
- The Time Has Come: 1967-1973 (4CD) 30/Juni/2008

### DVD
- Jacqui McShee’s Pentangle In Concert 1998 Park Records PRKD94 9/Mars/2007
- Captured Live 1972 Intense Vision INT0005 20/Oktober/2003
- Folk Rock Anthology – egeneration Ltd.Fairport Convention, Steeleye Span, Strawbs, Karnataka, Lindisfarne & Pentangle (som spiller «Willy O’Winsbury» & «People On the Highway» 20/Januar/2004
- Pentangle: Captured Live — 2003

## Eksterne links
- Jacqui McShees bookingbyrå (Iconic Music and Media). Arkiveret 7. september 2015 hos  Wayback Machine
- Jacquis officielle internetside. Arkiveret 11. december 2004 hos  Wayback Machine
- Danny Thompsons officielle internetside.
- Terrys officielle internetside. Arkiveret 20. april 2009 hos  Wayback Machine
- Parkrecords.
- Talking Elephant Pentangle Page. Arkiveret 14. januar 2013 hos  hos Archive.is
- Ultimate Music Database.
- Musikk som betyr noe. Arkiveret 29. september 2006 hos  Wayback Machine